# Адамс, Катрина
Катрина Адамс (англ. Katrina Adams; род. 5 августа 1968, Чикаго) — американская профессиональная теннисистка, тренер, теннисный комментатор и спортивный функционер. Бывшая 8-я ракетка мира в парном разряде, победительница чемпионата мира среди пар (1988), в общей сложности победительница 20 турниров WTA в парном разряде. По окончании игровой карьеры — член Совета директоров, вице-президент и президент (с 2015 года) USTA.

## Игровая карьера
Катрина Адамс начала играть в теннис в возрасте шести лет. В 1983 и 1984 годах Адамс, в это время заканчивавшая школу, дважды становилась чемпионкой штата Иллинойс среди девушек в одиночном разряде. В годы учёбы в Северо-Западном университете Адамс дважды избиралась в символическую студенческую сборную Северной Америки. В 1986 году она выиграла со сборной университета чемпионат конференции Big Ten, а на следующий год стала первой в истории чернокожей чемпионкой NCAA в парном разряде (с Дайан Доннелли).
Начиная с 1986 года Адамс также стала регулярной участницей профессиональных теннисных турниров ITF и WTA. Уже летом 1986 года она выиграла свои первые два втурнира-«десятитысячника» ITF в парном разряде, а в конце 1987 года завоевала первый парный титул в турнирах WTA. До конца 1989 года Адамс довела число своих побед в турнирах WTA в парном разряде до десяти. Шесть из этих титулов были завоёваны в паре с Зиной Гаррисон, в том числе и на чемпионате мира WTA среди пар, выигранном в конце 1988 года, а ещё три с Лори Макнил. В паре с Гаррисон Адамс также дошла до полуфинала Уимблдонского турнира 1988 года, где они переиграли четвёртую пару турнира Лори Макнил-Бетси Нагельсен прежде, чем проиграть посеянным одиннадцатыми Наталье Зверевой и Ларисе Савченко. В итоге к августу 1989 года Адамс поднялась в рейтинге WTA среди игроков в парном разряде до восьмого места. В одиночном разряде её успехи были скромней — только один проигранный финал в турнирах WTA в начале 1988 года и 67-е место в рейтинге к маю 1989 года.
После этого Катрина Адамс оставалась среди сильнейших парных игроков мира вплоть до 1997 года, неизменно заканчивая год в Top-50. Ещё один удачный период в её карьере продлился с конца 1992 по начало 1994 года — за это время Адамс сыграла в девяти финалах турниров WTA и завоевала пять титулов. Основной партнёршей Адамс на корте в это время была нидерландская теннисистка Манон Боллеграф, выигравшая с ней в частности турнир WTA I категории в Филадельфии после побед над всеми тремя парами, возглавлявшими посев. Они также несколько раз доходили вместе до четвертьфиналов турниров Большого шлема, хотя полуфинальный успех 1988 года Адамс повторить не смогла.
Свой последний, двадцатый титул в турнирах WTA Катрина Адамс завоевала в Бирмингеме летом 1997 года, а в последний раз играла в финале в январе следующего года в Сиднее. Она завершила игровую карьеру после Открытого чемпионата США 1999 года. Впоследствии её имя было включено в списки Зала теннисной славы Чикагского округа (в 2008 году) и Зала негритянской теннисной славы (в 2012 году).

## Положение в рейтинге в конце года
| Разряд    | 1986 | 1987 | 1988 | 1989 | 1990 | 1991 | 1992 | 1993 | 1994 | 1995 | 1996 | 1997 |
| --------- | ---- | ---- | ---- | ---- | ---- | ---- | ---- | ---- | ---- | ---- | ---- | ---- |
| Одиночный | 411  | 167  | 102  | 84   | 253  | 93   | 144  | 179  | 143  | 113  | 115  | 279  |
| Парный    | 193  | 105  | 14   | 10   | 21   | 16   | 18   | 16   | 28   | 26   | 22   | 22   |

## Финалы турниров WTA за карьеру
| Легенда            |
| ------------------ |
| Большой шлем (0)   |
| Чемпионат WTA (1)  |
| I категория (2)    |
| II категория (9)   |
| III категория (10) |
| IV категория (10)  |
| V категория (5)    |
| VS (1)             |

| Результат | №  | Дата           | Турнир                     | Покрытие | Соперница в финале | Счёт в финале |
| --------- | -- | -------------- | -------------------------- | -------- | ------------------ | ------------- |
| Поражение | 1. | 1 февраля 1988 | Веллингтон, Новая Зеландия | Хард     | Джилл Хетерингтон  | 1-6, 1-6      |
| Поражение | 2. | 4 ноября 1991  | Нашвилл, США               | Хард (i) | Сабин Аппельманс   | 2-6, 4-6      |

| Результат | №   | Дата             | Турнир                                  | Покрытие | Партнёрша             | Соперницы в финале                       | Счёт в финале  |
| --------- | --- | ---------------- | --------------------------------------- | -------- | --------------------- | ---------------------------------------- | -------------- |
| Победа    | 1.  | 7 декабря 1987   | Открытый чемпионат Бразилии, Гуаружа    | Хард     | Черил Джонс           | Мерседес Пас Джилл Хетерингтон           | 6-4, 4-6, 6-4  |
| Победа    | 2.  | 7 марта 1988     | Бока-Ратон, Флорида, США                | Хард     | Зина Гаррисон         | Клаудиа Коде-Кильш Гелена Сукова         | 4-6, 7-5, 6-4  |
| Поражение | 1.  | 11 апреля 1988   | Амелия-Айленд, Флорида, США             | Грунт    | Пенни Барг            | Зина Гаррисон Ева Пфафф                  | 6-4, 2-6, 6-75 |
| Победа    | 3.  | 18 апреля 1988   | Хьюстон, США                            | Грунт    | Зина Гаррисон         | Лори Макнил Мартина Навратилова          | 6-74, 6-2, 6-4 |
| Поражение | 2.  | 24 октября 1988  | Индианаполис, США                       | Хард(i)  | Зина Гаррисон         | Наталья Зверева Лариса Савченко          | 2-6, 1-6       |
| Победа    | 4.  | 21 ноября 1988   | Чемпионат мира среди пар, Токио, Япония | Ковёр(i) | Зина Гаррисон         | Робин Уайт Джиджи Фернандес              | 7-5, 7-5       |
| Победа    | 5.  | 30 января 1989   | Токио, Япония                           | Ковёр(i) | Зина Гаррисон         | Клаудиа Коде-Кильш Джиджи Фернандес      | 6-3, 3-6, 7-65 |
| Победа    | 6.  | 27 февраля 1989  | Сан-Антонио, Техас, США                 | Хард     | Пэм Шрайвер           | Патти Фендик Джилл Хетерингтон           | 3-6, 6-1, 6-4  |
| Победа    | 7.  | 24 апреля 1989   | Хьюстон (2)                             | Грунт    | Зина Гаррисон         | Лори Макнил Джиджи Фернандес             | 6-3, 6-4       |
| Победа    | 8.  | 22 мая 1989      | Женева, Швейцария                       | Грунт    | Лори Макнил           | Наталья Зверева Лариса Савченко          | 2-6, 6-3, 6-4  |
| Победа    | 9.  | 19 июня 1989     | Истборн, Великобритания                 | Трава    | Зина Гаррисон         | Яна Новотна Гелена Сукова                | 6-3, отказ     |
| Победа    | 10. | 23 октября 1989  | Брайтон, Великобритания                 | Ковёр(i) | Лори Макнил           | Гана Мандликова Яна Новотна              | 4-6, 7-67, 6-4 |
| Победа    | 11. | October 30, 1989 | Индианаполис                            | Хард(i)  | Лори Макнил           | Клаудиа Порвик Лариса Савченко           | 6-4, 6-4       |
| Поражение | 3.  | 5 ноября 1990    | Индианаполис (2)                        | Хард(i)  | Джилл Хетерингтон     | Мередит Макграт Патти Фендик             | 1-6, 1-6       |
| Поражение | 4.  | 18 февраля 1991  | Оклахома-Сити, США                      | Хард(i)  | Джилл Хетерингтон     | Мередит Макграт Энн Смит                 | 2-6, 4-6       |
| Поражение | 5.  | 22 июля 1991     | Уэстчестер, Нью-Йорк, США               | Хард     | Лори Макнил           | Лиз Грегори Розалин Нидеффер             | 5-7, 4-6       |
| Победа    | 12. | 5 августа 1991   | Альбукерке, США                         | Хард     | Изабель Демонжо       | Лиз Грегори Пинат Луи-Харпер             | 6-72, 6-4, 6-3 |
| Поражение | 6.  | 11 ноября 1991   | Индианаполис (3)                        | Хард(i)  | Мерседес Пас          | Патти Фендик Джиджи Фернандес            | 4-6, 2-6       |
| Поражение | 7.  | 10 февраля 1992  | Чикаго, США                             | Ковёр(i) | Зина Гаррисон-Джексон | Мартина Навратилова Пэм Шрайвер          | 4-6, 6-77      |
| Поражение | 8.  | 17 февраля 1992  | Оклахома-Сити (2)                       | Хард(i)  | Манон Боллеграф       | Лори Макнил Николь Провис                | 6-3, 4-6, 6-76 |
| Победа    | 13. | 9 ноября 1992    | Индианаполис (2)                        | Хард(i)  | Элна Рейнах           | Мэри-Лу Дэниелс Сэнди Коллинз            | 5-7, 6-2, 6-4  |
| Победа    | 14. | 8 февраля 1993   | Чикаго                                  | Ковёр(i) | Зина Гаррисон-Джексон | Кимберли По Эми Фрейзер                  | 7-67, 6-3      |
| Поражение | 9.  | 15 февраля 1993  | Оклахома-Сити (3)                       | Хард(i)  | Манон Боллеграф       | Зина Гаррисон-Джексон Патти Фендик       | 3-6, 2-6       |
| Победа    | 15. | 22 марта 1993    | Хьюстон (3)                             | Грунт    | Манон Боллеграф       | Радка Зрубакова Евгения Манюкова         | 6-3, 5-7, 7-67 |
| Поражение | 10. | 29 марта 1993    | Хилтон-Хед-Айленд, Ю. Каролина, США     | Грунт    | Манон Боллеграф       | Наталья Зверева Джиджи Фернандес         | 3-6, 1-6       |
| Победа    | 16. | 1 ноября 1993    | Квебек, Канада                          | Хард(i)  | Манон Боллеграф       | Катерина Малеева Натали Тозья            | 6-4, 6-4       |
| Победа    | 17. | 8 ноября 1993    | Филадельфия, США                        | Ковёр(i) | Манон Боллеграф       | Кончита Мартинес Лариса Савченко-Нейланд | 6-2, 4-6, 7-67 |
| Поражение | 11. | 14 февраля 1994  | Оклахома-Сити (4)                       | Хард(i)  | Манон Боллеграф       | Мередит Макграт Патти Фендик             | 6-73, 2-6      |
| Поражение | 12. | 21 марта 1994    | Хьюстон                                 | Грунт    | Зина Гаррисон-Джексон | Манон Боллеграф Мартина Навратилова      | 4-6, 2-6       |
| Поражение | 13. | 13 февраля 1995  | Оклахома-Сити (5)                       | Хард(i)  | Бренда Шульц          | Николь Арендт Лаура Голарса              | 4-6, 3-6       |
| Поражение | 14. | 30 октября 1995  | Окленд, Калифорния, США                 | Ковёр(i) | Зина Гаррисон-Джексон | Лори Макнил Гелена Сукова                | 6-3, 4-6, 3-6  |
| Поражение | 15. | 19 февраля 1996  | Оклахома-Сити (6)                       | Хард(i)  | Дебби Грэм            | Чанда Рубин Бренда Шульц-Маккарти        | 4-6, 3-6       |
| Победа    | 18. | 6 мая 1996       | Будапешт, Венгрия                       | Грунт    | Дебби Грэм            | Радка Бобкова Ева Мелихарова             | 6-3, 7-63      |
| Winner    | 19. | 13 мая 1996      | Кардифф, Великобритания                 | Грунт    | Мариан де Свардт      | Элс Калленс Лоранс Куртуа                | 6-0, 6-4       |
| Победа    | 20. | 9 июня 1997      | Бирмингем, Великобритания               | Трава    | Лариса Нейланд        | Натали Тозья Линда Уайлд                 | 6-2, 6-3       |
| Поражение | 16. | 12 января 1998   | Сидней, Австралия                       | Хард     | Мередит Макграт       | Гелена Сукова Мартина Хингис             | 1-6, 2-6       |

## Дальнейшая карьера
По окончании выступлений Катрина Адамс работала как спортивный комментатор, в том числе на телеканалах BET и ESPN. Этот период её карьеры продолжался с 1999 по 2001 год. С 1999 по 2002 год она также работала как национальный тренер Ассоциации тенниса Соединённых Штатов (USTA). Её сотрудничество в USTA в эти годы также включало работу в комитете по развитию игроков и в исполнительном комитете USTA. 
С 2002 по 2004 год Адамс работала в конфликтной комиссии USTA, а в 2005 году была избрана в Совет директоров этой организации. В Совете директоров она оставалась три срока подряд, до 2010 года, а в 2011 году была избрана вице-президентом USTA. Через два года она стала первым вице-президентом USTA, а в ноябре 2014 года была избрана президентом. Её срок в этой должности начинается в 2015 году. С 2011 по 2013 год Адамс также была членом комиссии ITF по теннисным правилам.